# Длакавоухи мишолики лемур
Длакавоухи мишолики лемур (лат. Allocebus trichotis) је врста примата из породице патуљастих лемура (Cheirogaleidae). Овај полумајмун, једини савремени представник свог рода, ендемичан је за Мадагаскар.

## Распрострањење
Ареал врсте је ограничен на једну државу, Мадагаскар.

## Станиште
Станиште врсте су шуме. Гнезда прави у дупљама дрвећа. Распрострањеност по висини је до 1.600 метара.

## Угроженост
Подаци о распрострањености ове врсте су недовољни.